# Barbara Niven
Barbara Niven, pseudonimo di Barbara Lee Buholz (Portland, 26 febbraio 1953), è un'attrice e doppiatrice statunitense.

## Biografia
Interprete cinematografica e televisiva, tra i suoi lavori più interessanti da citare la partecipazione al film Summer's Moon (2009) di Lee Demarbre, dove interpretò la parte di Gaia. Nel 2006 lavorò con Robert Malenfant per la realizzazione del film La casa degli omicidi, dove interpretò la parte di Lauren Kessler.
Barbara Niven è stata sposata dal 1993 al 1998 con il produttore David Niven Jr., figlio dell'attore David Niven.

## Filmografia

### Cinema
- Top model per uccidere (Hired to Kill), regia di Nico Mastorakis (1990)
- Incontro fatale (Fatal Encounter), regia di Henri Charr (1990)
- Accesso negato, regia di Henri Charr (1993)
- Psycho Cop 2 (Psycho Cop Returns), regia di Adam Rifkin (1993)
- Taken Alive, regia di Philip Marcus (1994)
- Depraved, regia di Rogelio Lobato (1994)
- Sotto massima sicurezza (Under Lock and Key), regia di Henri Charr (1995)
- Lone Tiger, regia di Warren A. Stevens (1996)
- L'ultimo guerriero (Forest Warrior), regia di Aaron Norris (1996)
- Foxfire, regia di Annette Haywood-Carter (1996)
- Born Bad, regia di Jeff Yonis (1997)
- Doublecross on Costa's Island, regia di Franco Columbu (1997)
- Breast Men, regia di Lawrence O'Neil (1997)
- Luminarias, regia di José Luis Valenzuela (1999)
- Anoosh of the Airways, regia di James Westby (1999)
- Le due facce di un assassino (Alone with a Stranger), regia di Peter Liapis (2000)
- Serial Killing 4 Dummys, regia di Trace Slobotkin (2004)
- The Drone Virus, regia di Damon O'Steen (2004)
- Chasing Ghosts, regia di Kyle Dean Jackson (2005)
- La rivale (The Rival), regia di Douglas Jackson (2006)
- Redline, regia di Andy Cheng (2007)
- Short Track, regia di Marie Hopkins (2008)
- Anti-Narcotics, regia di Jared Chandler (2009)
- Back to the Horn, regia di Jared Chandler (2009)
- Let's Make a Deal, regia di Jared Chandler (2009)
- The Alpha Geek, regia di John Walcutt (2009)
- Summer's Moon, regia di Lee Demarbre (2009)
- Accused at 17, regia di Doug Campbell (2009)
- Gabe the Cupid Dog, regia di Michael Feifer (2012)
- A Perfect Ending, regia di Nicole Conn (2012)
- Meth Head, regia di Jane Clark (2013)
- Being Us, regia di Sam Hancock (2013)
- The M Word, regia di Henry Jaglom (2014)
- Suburban Gothic, regia di Richard Bates Jr. (2014)
- Hamlet's Ghost, regia di Walker Haynes (2015)
- The Last Word, regia di Kate Johnston (2023)

### Televisione
- La promessa (Promise), regia di Glenn Jordan – film TV (1986)
- I miei due papà – serie TV, 1 episodio (1989)
- E giustizia per tutti – serie TV, 1 episodio (1990)
- Wings – serie TV, 1 episodio (1992)
- Due poliziotti a Palm Beach (Silk Stalkings) – serie TV, 4 episodi (1993-1998)
- Renegade – serie TV, 1 episodio (1995)
- Legami di sangue (The Sister-in-Law), regia di Noel Nosseck – film TV (1995)
- Sotto massima sicurezza (Under Lock and Key), regia di Henri Charr – film TV (1995)
- Humanoids from the Deep, regia di Jeff Yonis – film TV (1996)
- Beautiful – soap opera, 4 episodi (1996)
- Pacific Palisades – serie TV, 4 episodi (1997)
- Breast Men, regia di Lawrence O'Neil – film TV (1997)
- Mike Hammer, Private Eye – serie TV, 1 episodio (1998)
- Rat Pack - De Hollywood a Washington (The Rat Pack), regia di Rob Cohen – film TV (1998)
- Ho sposato un alieno (I Married a Monster), regia di Nancy Malone – film TV (1998)
- Pensacola - Squadra speciale Top Gun (Pensacola: Wings of Gold) – serie TV, 43 episodi (1998-2000)
- Love Boat - The Next Wave (Love Boat: The Next Wave) – serie TV, 1 episodio (1999)
- Una vita da vivere (One Life to Live) – soap opera, 15 episodi (1999-2002)
- E.R. - Medici in prima linea (ER) – serie TV, 1 episodio (2002)
- A Carol Christmas, regia di Matthew Irmas – film TV (2003)
- Cold case - Delitti irrisolti (Cold Case) – serie TV, 1 episodio (2004)
- Las Vegas – serie TV, 1 episodio (2004)
- Tiger Cruise - Missione crociera (Tiger Cruise), regia di Duwayne Dunham – film TV (2004)
- Wedding Daze, regia di Georg Stanford Brown – film TV (2004)
- Una vicina quasi perfetta (The Perfect Neighbor), regia di Douglas Jackson – film TV (2005)
- Amori e dissapori (Back to You and Me), regia di David S. Cass Sr. – film TV (2005)
- Uno sconosciuto nel mio letto (Stranger in My Bed), regia di George Erschbamer – film TV (2005)
- NCIS - Unità anticrimine (NCIS) – serie TV, 1 episodio (2005)
- Doppio gioco (Double Cross), regia di George Erschbamer – film TV (2006)
- La libreria del mistero (Mystery Woman) – serie TV, episodio Stelle di latta (2006)
- Streghe (Charmed) – serie TV, 2 episodi (2006)
- La casa degli omicidi (Murder in My House), regia di Robert Malenfant – film TV (2006)
- All You've Got - Unite per la vittoria (All You've Got), regia di Neema Barnette (2006)
- McBride – serie TV, episodio McBride - Un tragico errore (2007)
- Il fantasma di San Valentino (A Valentine Carol), regia di Mark Jean – film TV (2007)
- The Minor Accomplishments of Jackie Woodman – serie TV, 1 episodio (2007)
- Eli Stone – serie TV, 2 episodi (2008)
- Il gioco della vedova nera (Black Widow), regia di Armand Mastroianni – film TV (2008)
- Dead at 17, regia di Douglas Jackson – film TV (2008)
- La città di Babbo Natale (Moonlight & Mistletoe), regia di Karen Arthur – film TV (2008)
- Heat Wave, regia di Rex Piano – film TV (2009)
- My Mother's Secret, regia di Curtis Crawford – film TV (2012)
- The Wife He Met Online, regia di Curtis Crawford – film TV (2012)
- Il gioco della vendetta (Home Invasion), regia di Doug Campbell – film TV (2012)
- Cedar Cove – serie TV, 25 episodi (2013-2015)
- Parks and Recreation – serie TV, 1 episodio (2015)
- Murder, She Baked (Murder, She Baked: A Chocolate Chip Cookie Mystery), regia di Mark Jean – film TV (2015)
- Dolci e delitti - Il mistero di Natale (Murder, She Baked: A Plum Pudding Mystery), regia di Kristoffer Tabori – film TV (2015)
- Il destino sotto l'albero (A Christmas Detour), regia di Ron Oliver – film TV (2015)
- Dolci e delitti - Il mistero della crostata di pesche (Murder, She Baked: A Peach Cobbler Mystery), regia di Kristoffer Tabori – film TV (2016)
- Dolci e delitti - Una ricetta buona da morire (Murder, She Baked: A Deadly Recipe), regia di Kristoffer Tabori – film TV (2016)
- Chesapeake Shores - serie TV, 55 episodi (2016-2022)
- Due cuori e una tenda (Campfire Kiss), regia di James Head – film TV (2017)
- Dolci e delitti - La gara di cucina (Murder, She Baked: Just Desserts), regia di Kristoffer Tabori – film TV (2017)
- Natale a Evergreen (Christmas in Evergreen), regia di Alex Zamm – film TV (2017)
- Natale a Evergreen - La lettera perduta (Christmas in Evergreen: Letters to Santa), regia di Sean McNamara – film TV (2018)
- Amore à la carte (Love on the Menu), regia di Ellie Kanner – film TV (2019)
- L'amore spicca il volo (Love Takes Flight), regia di Steven R. Monroe – film TV (2019)
- Natale a Evergreen - Un pizzico di magia (Christmas in Evergreen: Tidings of Joy), regia di Sean McNamara – film TV (2019)
- The Crossword Mysteries – serie TV, 5 episodi (2019-2021)
- USS Christmas, regia di Steven R. Monroe – film TV (2020)
- Christmas in Evergreen: Bells Are Ringing, regia di Linda-Lisa Hayter – film TV (2020)
- I misteri di Hannah Swensen - Una dolce vendetta (Sweet Revenge: A Hannah Swensen Mystery), regia di Pat Williams – film TV (2021)
- Il concorso di Natale (The Christmas Contest), regia di Paula Elle – film TV (2021)
- North to Home, regia di Ali Liebert – film TV (2022)
- Christmas at the Golden Dragon, regia di David I. Strasser – film TV (2022)
- I misteri di Hannah Swensen - Festa a sorpresa con delitto (Carrot Cake Murder: A Hannah Swensen Mystery), regia di Pat Williams – film TV (2023)
- I misteri di Hannah Swensen - Menù con delitto (A Zest for Death: A Hannah Swensen Mystery), regia di Shannon Kohli – film TV (2023)
- Ms. Christmas Comes to Town, regia di Jason Bourque – film TV (2023)
- One Bad Apple: A Hannah Swensen Mystery, regia di Shannon Kohli – film TV (2024)
- A Sprinkle of Deceit: A Hannah Swensen Mystery, regia di Kevin Leslie – film TV (2024)
- Leah's Perfect Gift, regia di Peter Benson – film TV (2024)
- Reality Bites: A Hannah Swensen Mystery, regia di Kevin Leslie – film TV (2025)
- Pie to Die For: A Hannah Swensen Mystery, regia di Yan-Kay Crystal Lowe – film TV (2025)

## Doppiatrice
- Wing Commander IV: The Price of Freedom - videogame - doppia il personaggio Barbara Miles.

## Doppiatrici italiane
Nelle versioni in italiano delle opere in cui ha recitato, Barbara Niven è stata doppiata da:
- Maddalena Vadacca in Dolci e delitti - Un doppio mistero per Hannah, Dolci e delitti - Il mistero di Natale, Dolci e delitti - Il mistero di Natale, Dolci e delitti - Il mistero della crostata di pesche, Dolci e delitti - La gara di cucina
- Lorenza Biella in Cold Case - Delitti irrisolti
- Roberta Greganti in NCIS - Unità anticrimine
- Alessandra Korompay in Streghe
- Claudia Razzi in Chesapeake Shores
- Daniela Abbruzzese ne Il concorso di Natale
- Marta Altinier in Cedar Cove